# Вильянуэва, Хулисса
Семма Хулисса Вильянуэва (исп. Semma Julissa Villanueva; род. 12 мая 1972, Тегусигальпа) — гондурасский медик, возглавляющая Департамент судебной медицины Прокуратуры Гондураса.

## Образование
Хулисса Вильянуэва родилась в Тегусигальпе, столице Гондураса, 12 мая 1972 года. Она решила изучать медицину после того, как увидела своего отца, страдающего столбняком. Вильянуэва стала специализироваться на патологии, когда узнала о нехватке квалифицированных судмедэкспертов в Гондурасе.

## Карьера
Вильянуэва начала работать судебным патологом в 2002 году, в 2013 году она была назначена директором Департамента судебной экспертизы в Прокуратуре Гондураса. В 2015 году она инициировала создание научного журнала «Revista Científica Forense en Honduras», посвящённого научным темам в деле судопроизводства страны.
Вильянуэва активно вовлечена в дело защиты женщин и детей от насильственных преступлений в Гондурасе. Совместно с испанскими специалистами она разрабатывает программу под названием DNA Prokids, призванную решать проблемы, связанные с преступлениями против детей. Вильянуэва добивалась у Прокуратуры Гондураса создания сертифицированной подготовки судебно-медицинских экспертов. Она также сотрудничала с Государственным департаментом США в деле анализа ДНК для идентификации тел мигрантов. Вильянуэва ввела в стране компьютеризированную информационную базу данных для моргов. Вильянуэва создала первое кладбище в Гондурасе по образцу военного кладбища в Арлингтоне (штат Вирджиния, США), откуда можно было эксгумировать невостребованные или неопознанные трупы и использовать их в качестве доказательств в клинических исследованиях. Она разработала Общенациональный реестр идентификационных данных людей для обработки сведений по нераскрытым убийствам на территории всей стране. Вильянуэва также добилась появления в Гондурасе комнат с зеркалами Гезелла, позволявшими жертвам сексуальных домогательств или жестокого обращения давать показания в суде, не раскрывая своей личности.
В 2018 году она была удостоена Международной ежегодной женской премии госсекретаря США «За храбрость», которую ей вручила Мелания Трамп.